# イカリモンガ
イカリモンガ（碇紋蛾、学名：Pterodecta felderi (Bremer, 1864)）は、チョウ目イカリモンガ科に分類されるガの1種。

## 特徴
成虫の前翅長は約20 mm。翅を立てて花などに留まり、蝶のように昼行性である。翅前翅にある大きなオレンジ色の碇形状の紋が、和名の由来である。幼虫はシダ植物のイノデ属の植物などを食草とする。

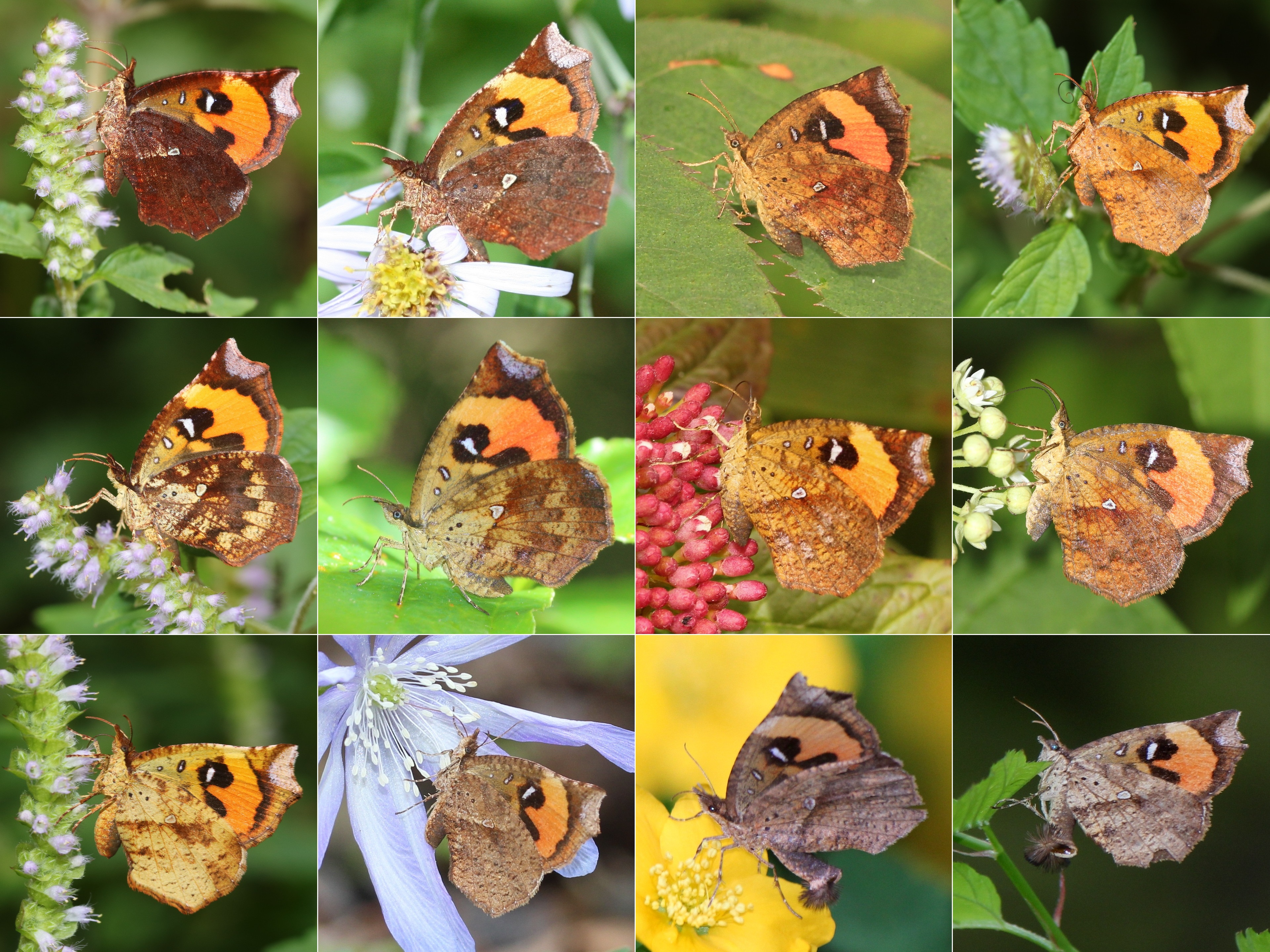
斑紋のバリエーション

## 分布
日本では北海道から九州の平地から山地に分布する。

## 類似種
外観はテングチョウに似ている。
- ベニイカリモンガ Callidula attenuata - 宮崎県のレッドリストで、準絶滅危惧の指定を受けている[4]。

## 関連画像
- オスのヘアペンシル
- スケッチ（翅前翅に碇の紋）